# محمد أبو الفضل إبراهيم
محمد أبو الفضل إبراهيم (1323- 1401 هـ / 1905- 1981 م) عالم لغوي مصري، وبحَّاثة محقِّق، ومن كبار العاملين على إحياء التراث الإسلامي والأدبي ونشره في مصر والعالم العربي. وهو مدير القسم الأدبي بدار الكتب المصرية، ورئيس لجنة إحياء التراث بالمجلس الأعلى للشؤون الإسلامية.

## سيرته
رئيس لجنة إحياء التراث بالمجلس الأعلى للشؤون الإسلامية، وعضو لجنة إحياء التراث في المجلس الأعلى للفنون والآداب والعلوم الاجتماعية بالقاهرة. حصل على ليسانس دار العلوم، أصبح مديراً للقسم الأدبي بدار الكتب المصرية، ثم مديراً للشؤون المكتبية، ثم رئيساً للجنة إحياء التراث. وكانت تعقد في منزله ندوة أدبية بعد صلاة المغرب كل يوم جمعة.
حقق كتباً تراثية عديدة، منها:
1. إنباه الرواة على أنباه النحاة (تحقيق).
2. أيام العرب في الإسلام (بالاشتراك مع علي محمد البجاوي).
3. أيام العرب في الجاهلية (بالاشتراك مع محمد جاد المولى وعلي محمد البجاوي).[2]
4. تاريخ الطبري، أو تاريخ الرسل والملوك (أشهر تحقيقاته)[3]

وهو في هذه الكتب يضبط الأمثلة والشواهد من القرآن الكريم والحديث النبوي والشعر العربي، ثم يشرح الأبيات شرحًا وسطًا، مع إعرابها كاملة مستعملا عبارة سهلة وأسلوبًا قريبًا، وقد يتوسع أحيانًا في الشرح، ويتعرض للمسائل الخلافية معقبًا أو مرجحًا أو مفسرًا. ويعلق أحد العلماء الكبار على شروح الشيخ بقوله: «ولا يزال كثير منا أعضاء المجمع يرجع إلى كتاباته وتعليقاته، وإلى هذا المدد الزاخر من المكتبة النحوية التي نقلها من ظلام القدم إلى نور الجدة والشباب».
وفي الحديث حقق سنن أبي داود، والترغيب والترهيب للمنذري، وشرح ألفية الحديث للسيوطي، وفي كتب التوحيد شرح الجوهرة، أقوال المعاصرين في حكم ترك العمل، ويعلق على رسالة الإمام محمد عبده في التوحيد، وحقق موافقة صحيح المنقول لصريح المعقول بالاشتراك مع محمد حامد الفقي، ويحقق في علم الكلام مقالات الإسلاميين للأشعري، والفرق بين الفرق للبغدادي، وفي الوقت نفسه يؤلف مختصرا في أدب البحث والمناظرة. وأما كتبه في اللغة والأدب التي نشرها فكثيرة، منها: أدب الكاتب لابن قتيبة، والمثل السائر لابن الأثير، ويتيمة الدهر للثعالبي، ومعاهد التنصيص، والعمدة لابن رشيق، وزهر الآداب للحصري، والموازنة بين الطائيين.
وفي الشعر شرح ديوان عمر بن أبي ربيعة، وديوان نهج البلاغة للشريف الرضي، ديوان الحماسة لأبي تمام وعلّق على شرح المعلقات السبع للزوزني، وشرح القصائد العشر للتبريزي، الموازنة بين أبي تمام والمتنبي، الموازنة بين أبي تمام والبحتري تأليف أبو القاسم الحسن بن بشر الآمدي،أبو الطيب المتنبي ماله وما عليه، روضة العقلاء ونزهة الفضلاء لابن حبان البستي.
وحقق في مجال التاريخ الإسلامي: سيرة ابن هشام، ومروج الذهب للمسعودي، ووفيات الأعيان لابن خلكان، وفوات الوفيات لابن شاكر، ونفح الطيب للمقري، وتاريخ الخلفاء للسيوطي، ووفاء الوفا بأخبار دار المصطفى للسمهودي. وفي تفسير القرآن الكريم التفسير الكبير لفخرالدين الرازى المشهور باسم مفاتيح الغيب،
لم يكن الشيخ يستعين بأحد في إخراج هذه الكتب الكثيرة، وبعضها من ذوات المجلدات، وكان يتولى بنفسه تصحيح تجارب الطبع إمعانًا في الدقة.. وهذه الخصوبة في إخراج كتب التراث التي تجاوزت ثمانين كتابًا أثارت حقد بعض المشتغلين بالعلم، فاتهموا الشيخ بأنه لا يلتزم بالمناهج الجديدة في التحقيق، وأنه لا يتابع التعليق، مكتفيًا بالنص الصحيح، وإغفال النسخ الخطية التي اعتمد عليها في تحقيقه، وهذا النقد وإن كان بعضه صحيحًا يحتاج إلى مناقشة؛ فالعبرة بإخراج نص سليم من الأخطاء قريب من الصورة التي وضعها عليه المؤلف، وما قيمة التعليقات على نص مليء بالأخطاء، وقد عرف الناس قدر الشيخ فأقبلوا على قراءة ما كتب، ومطالعة مؤلفاته وتحقيقاته، ونالت كتبه الحظوة وبُعد الصيت فانتشرت انتشارًا واسعًا.

## صفاته
قيل في الإمام الطبري: إنه كالقارئ الذي لا يعرف إلا القرآن، وكالمحدث الذي لا يعرف إلا الحديث، وكالفقيه الذي لا يعرف إلا الفقه، وكالنحوي الذي لا يعرف إلا النحو؛ لبراعته وتعمقه في كل هذه العلوم، فصار كالجامعة لكنها تسعى على قدمين، وكذلك كان العلامة محمد أبو الفضل إبراهيم لكثرة ما ألفه وأخرجه من الكتب في هذه الفنون، ولقد أتى على الأزهر حين من الدهر وجل ما يُدرس في معاهده من تأليف الشيخ الجليل أو من إخراجه وتحقيقه.
ويكفي الشيخ فخرًا أنه عالج معظم كتب النحو المتداولة بين طلبة العلم وذوي الاختصاص اللغوي العميق، لتيسير دراستها وتذليل قراءتها بالشروح والتعليقات، بدءًا بالآجرومية وهو متن للنحو للمبتدئين، وانتهاءً بشرح الأشموني للألفية وشرح ابن يعيش للمفصل، ويندر أن تجد أحدًا من دارسي العربية في العالم لم يتتلمذ على كتب الشيخ محيي الدين في اللغة والنحو أو يستفد منها.

## وفاته
ظل مكبا على عمله في تحقيق كتب التراث لا يعوقه مرض أو مسؤوليات منصب، أو عضوية المجامع عن مواصلة طريقه حتى لقي الله في 1980، تاركًا هذا الإنتاج الخصب الذي لا تزال تنتفع بما فيه الأجيال، ويتعجب الإنسان كيف اتسع عمره لإخراج هذا العدد من الكتب المتنوعة في التخصص، الكثيرة في العدد، المختلفة في الأحجام، ولكنه فضل الله يؤتيه من يشاء.

## انظر
- محمود محمد شاكر
- أحمد محمد شاكر
- عبد السلام هارون
- محمد محيي الدين عبد الحميد